# Cometes solisi
Cometes solisi là một loài bọ cánh cứng trong họ Cerambycidae.